# 38 Leda
För andra betydelser, se Leda (olika betydelser).
38 Leda eller 1949 QO2 är en asteroid upptäckt av den franske astronomen Jean Chacornac av 12 januari 1856 i Paris. Asteroiden har fått sitt namn efter Leda, en av Zeus älskarinnor inom grekisk mytologi. 
Leda är även namnet på en av Jupiters månar.